# 王轩 (演员)
王轩（1998年6月22日—），本名王宸语，男，河南信阳人，中國演員，毕业于北京电影学院2017级表演系。影视作品有《千年心动》《月上朝颜》等。

## 生平
2017年，参加北京电影学院表演学院2017级外国经典戏剧片段汇报演出。